# Xã Center, Quận Aurora, South Dakota
Xã Center (tiếng Anh: Center Township) là một xã thuộc quận Aurora, tiểu bang Nam Dakota, Hoa Kỳ. Năm 2010, dân số của xã này là 85 người.